# Вудс (округ, Оклахома)
Шаблон:StateAbbr_ 36°46′ пн. ш. 98°52′ зх. д. / 36.77° пн. ш. 98.86° зх. д.
Округ Вудс (англ. Woods County) — округ (графство) у штаті Оклахома, США. Ідентифікатор округу 40151.

## Історія
Округ утворений 1893 року.

## Демографія
За даними перепису
2000 року
загальне населення округу становило 9089 осіб, зокрема міського населення було 5861, а сільського — 3228.
Серед мешканців округу чоловіків було 4632, а жінок — 4457. В окрузі було 3684 домогосподарства, 2243 родин, які мешкали в 4492 будинках.
Середній розмір родини становив 2,81.
Віковий розподіл населення поданий у таблиці:
| Стать    | До 15 років | 15-21 | 22-29 | 30-39 | 40-49 | 50-65 | 65-85 | Понад 85 |
| -------- | ----------- | ----- | ----- | ----- | ----- | ----- | ----- | -------- |
| Чоловіки | 750         | 725   | 676   | 593   | 558   | 636   | 605   | 89       |
| Жінки    | 658         | 620   | 365   | 442   | 558   | 700   | 881   | 233      |

## Суміжні округи
- Команчі, Канзас — північ
- Барбер, Канзас — північний схід
- Алфалфа — схід
- Мейджор — південь
- Вудворд — південний захід
- Гарпер — захід

## Виноски
1. ↑  U.S. Decennial Census. United States Census Bureau. Архів оригіналу за 4 квітня 2018. Процитовано 22 лютого 2015.
2. ↑  Historical Census Browser. University of Virginia Library. Архів оригіналу за 11 серпня 2012. Процитовано 22 лютого 2015.
3. ↑  Forstall, Richard L., ред. (27 березня 1995). Population of Counties by Decennial Census: 1900 to 1990. United States Census Bureau. Архів оригіналу за 19 лютого 2015. Процитовано 22 лютого 2015.
4. ↑  Census 2000 PHC-T-4. Ranking Tables for Counties: 1990 and 2000 (PDF). United States Census Bureau. 2 квітня 2001. Архів оригіналу (PDF) за 18 грудня 2014. Процитовано 22 лютого 2015.
5. ↑  State & County QuickFacts. United States Census Bureau. Архів оригіналу за 22 липня 2011. Процитовано 13 листопада 2013.(англ.) Наведено за англійською вікіпедією.
6. ↑  American FactFinder. Бюро перепису населення США. Архів оригіналу за 26 лютого 2012. Процитовано 31 січня 2008.

| США | Це незавершена стаття з географії США. Ви можете допомогти проєкту, виправивши або дописавши її. |